# Garkhashāb
Garkhashāb (persiska: گَرخَشابِ عَبدی, گرخشاب, Garkhashāb-e ‘Abdī) är en ort i Iran.   Den ligger i provinsen Lorestan, i den västra delen av landet, 500 km sydväst om huvudstaden Teheran. Garkhashāb ligger 958 meter över havet och antalet invånare är 690.
Terrängen runt Garkhashāb är kuperad.Runt Garkhashāb är det ganska tätbefolkat, med 52 invånare per kvadratkilometer. Närmaste större samhälle är Garāb, 10,0 km nordost om Garkhashāb. Omgivningarna runt Garkhashāb är i huvudsak ett öppet busklandskap.